# Østerende Ballum
Østerende Ballum er en af de af syv Ballum-landsbyer, med i alt ca. 800 indbyggere, i den vestlige del af Sønderjylland, beliggende i Ballum Sogn. Lokaliteten ligger i Tønder Kommune og tilhører Region Syddanmark. Nabobyerne er er foruden de seks andre Ballum-landsbyer Skast, Hjerpsted og Randerup.
Østerende Ballum består af en række af gårde og huse beliggende langs geest-randen på den nordligste kant af Hjerpsted Bakkeø, højt hævet over Ballummarsken. Mod nord har landsbyen en klar og landskabelig styret afgrænsning. Mod vest afgrænses byen dels af den nord-syd gående Ribevej. Mod øst og syd grænser den op til åbne dyrkede marker. Landsbyen er sammenbygget med Vesterende Ballum, og Ballum Kirke i den vestre ende er med til at præge oplevelsen af landsbyen set fra marsken.
Landsbyen er præget af aktivt landbrug og byens profil er kendetegnet af såvel de ældre gårdanlæg som af mange nye store lader og bygninger til landbrugsproduktion. Gårdene ligger langs to øst-vestgående veje, der begge hedder Østerende. Mellem de to vejforløb er der dyrkede marker. Bebyggelsen er præget af gårdanlæg fra 1800-tallet, som er opført i blank mur i røde tegl, samt anlæg fra begyndelsen af 1900-tallet, hvoraf nogle har præg af bedre byggeskik. Enkelte af gårdene er endnu velbevarede.
A.P. Møller Fonden har doneret 20 millioner kroner til en særlig fond, som siden 2009 har uddelt støtte til renovering og tilbageføring af omkring 80 ejendomme i Vesterende- og Østerende-Ballum. De store beløb er givet til bevarelse af den typiske vestslesvigske byggestil, med mure af mursten, gavle, skråt tag, halvvalm - som altid var stråtækt. Således også Marskgården - som har modtaget penge til renovering af originalt udførte trævinduer og stråtag. Den bliver så fin. Og mange gamle huse og gårde er bevaret i landsbyerne i sognet.
2008 overgik Den Gamle Digegreves Gaard Klægager i Østerende fra at være et traditionelt landbrug til at blive et Bed & Breakfast kombineret med en række oplevelses- og formidlingstilbud med marsken som omdrejningspunkt. Gården blev i 1857 opført som en bryllupsgave fra far til datter og blev en af de første firlængede gårde i marsk-området. I nutiden dag drives gården udelukkende med planteavl. Navnet henviser til, at gårdens seneste beboer og hans far før ham havde titel af Digegreve, som er en person, der har det daglige tilsyn med og ansvar for et dige især ved den jyske vestkyst